# Magdalena Wołochowicz
Magdalena Wołochowicz (ur. 1983, zm. 23 stycznia 2024) – polska pisarka, vlogerka, blogerka oraz pomysłodawczyni Fundacji Żyj Pełnią Życia. Autorka artykułów w miesięczniku Wzrastanie. Córka Marioli i Piotra Wołochowicz. Przed śmiercią długo zmagała się z chorobą nowotworową.

## Publikacje
- TAK! Bóg chce... właśnie przez Ciebie wpływać na bieg historii, Wydawnictwo Inicjatywa Ewangelizacyjna WEJDŹMY NA SZCZYT, 2017 (wraz z Mariolą Wołochowicz)
- TAK! Bóg chce... abyś pokonał każdego Goliata w swoim życiu, Wydawnictwo Inicjatywa Ewangelizacyjna WEJDŹMY NA SZCZYT, 2017
- TAK! Bóg chce... abyś wytrwał i pokonał problemy, Wydawnictwo Inicjatywa Ewangelizacyjna WEJDŹMY NA SZCZYT, 2017 (wraz z Mariolą Wołochowicz)
- Chwilowo panna. Żyjąc pełnią życia, z nadzieją na dalszy ciąg, Wydawnictwo Esprit, 2017
- Kobieta pełna Bożego życia, Wydawnictwo Edycja Świętego Pawła, 2022
- Żyj słowem Boga. Przewodnik po życiu codziennym, Wydawnictwo Świętego Wojciecha, 2023